# Crusellbron

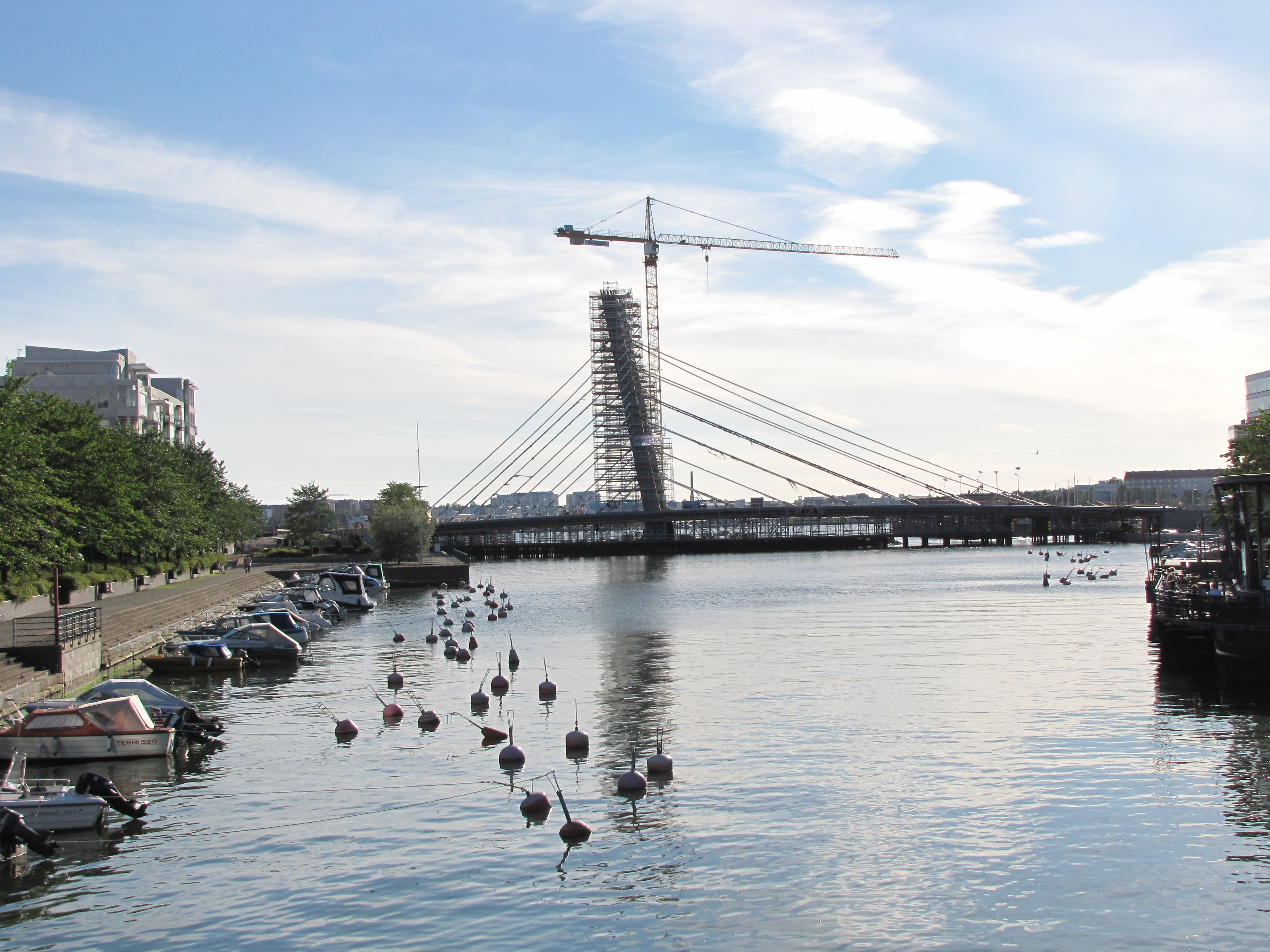
Crusellbron under uppbyggnad 2010.

Crusellbron (finska: Crusellinsilta) är en snedkabelbro i Helsingfors som förbinder stadsdelarna Gräsviken och Busholmen. Den 173,5 meter långa och 25 meter breda bron spänner över havsviken mellan Utterhällsstranden och Skällarstranden och är utrustad med spårvagnsskenor. Pylonerna är 49 meter höga.
Bron invigdes 14 juni 2011 och dess kostnader har beräknats till ungefär 17,7 miljoner euro. Den är döpt efter den finlandssvenske tonsättaren Bernhard Crusell.